# FSV Unterkotzau
Der FSV ´94 Unterkotzau e. V. ist ein deutscher Fußballverein mit Sitz im Stadtteil Unterkotzau der bayerischen kreisfreien Stadt Hof. Überregionale Bekanntheit erlangte die Frauen-Mannschaft mit ihrer Teilnahme am DFB-Pokal in der Saison 1994/95.

## Geschichte
Der Verein wurde im Jahr 1994 aus dem BSV Unterkotzau heraus gegründet. Zu dieser Zeit gab es die Frauen-Mannschaft schon seit dem Jahr 1982, mit der man auch schon einmal die Bayerische Meisterschaft gewann. In der Saison 1994/95 nahm die erste Frauen-Mannschaft am DFB-Pokal teil, dort scheiterte die Mannschaft nach einem Freilos in der ersten Runde, im zweiten Spiel an der SG Praunheim mit 1:5.
In der Saison 2004/05 existierte die Frauen-Mannschaft immer noch und nahm an der Landesliga Nord teil. Nachdem es in dieser Saison aber nur für 22 Punkte und den 10. Platz reichte, musste die Mannschaft in die Bezirksoberliga Oberfranken absteigen. In der Folgesaison reichte es dort zwar mit 45 Punkten für den ersten Platz, man stieg jedoch nicht auf. In der Folgesaison wurde zudem noch eine zweite Frauen-Mannschaft angemeldet. Hier gewann die erste Mannschaft erneut die Meisterschaft und stieg diesmal auch wieder in die Landesliga auf.
In der Saison 2007/08 wird dann auch eine erste Herren-Mannschaft angemeldet, welche nun in der A-Klasse startete. Die Frauen können derweil die Landesliga halten und platzieren sich mit 39 Punkten sogar auf dem vierten Platz. Danach verließ beide Frauen-Mannschaften aber den Verein und fusionierten mit den Mannschaften des FC Trogen zum 1. FFC Hof.
Seitdem besteht nur noch eine erste Herren-Mannschaft, welche in der Saison 2010/11 mit 73 Punkten Meister der A-Klasse Hof wurde und in die Kreisklasse aufstieg. Hier erreichte die Mannschaft am Ende aber nur 16 Punkte und stieg als letzter sofort wieder ab. Seit der Saison 2015/16 gibt es eine zweite Herren-Mannschaft als auch seit der Saison 2016/17 wieder mehrere Jugend-Mannschaften, welche teilweise als SG mit anderen Vereinen existieren. Nach der Saison 2016/17 hatte die erste Mannschaft mit 53 Punkten und dem dritten Platz wieder die Chance in die Kreisklasse aufzusteigen. Dies gelang dann auch mit einem 4:1-Sieg über den FC Konradsreuth in der Relegationspartie.
Nach der vorzeitig durch die COVID-19-Pandemie beendeten Saison 2019/20 landete der Klub mit einer Tordifferenz von −140 durch die Quotientenregel auf dem letzten Platz und stieg so wieder in die A-Klasse ab.
In der Saison 2019/20 nahm auch einmal eine Mannschaft des FSV an der Futsal-Bezirksliga Oberfranken teil, wurde dort mit drei Punkten und einem Torverhältnis von −30 jedoch in seiner Gruppe nach drei Spielen abgeschlagen letzter.
Seit der Saison 2020/21 spielt die erste Fußball-Mannschaft wieder in der A-Klasse Hof.